# Давид Бен-Гурион
Давид Бен-Гурион (на иврит: דוד בן-גוריון) е израелски политик от партията Мапаи (по-късно от партиите Рафи и Национална листа). Дългогодишен профсъюзен деец и един от водачите на лявото крило на ционисткото движение, през 1948 година той става първият министър-председател на Израел. Заема поста до 1953 година, а след това отново оглавява правителството в периода 1955 – 1963 година.
Бен-Гурион участва активно в изготвянето на Плана за подялба на Палестина от 1947 година, довел до създаването на Израел. При неговото управление се изграждат основните институции на новата държава. Той ръководи страната и в два успешни за нея военни конфликта – Арабско-израелската война от 1948 година и Суецката криза от 1956 година.
Днес Давид Бен-Гурион е смятан за един от основоположниците на съвременен Израел. Неговото име носят най-голямото в страната Летище Бен Гурион край Тел Авив и едно от големите висши училища – Негевския университет „Бен-Гурион“ в Беер Шева.

## Биография

### Произход и младежки години
Давид Йосеф Грин е роден през 1886 година в Плонск, днес в Полша, а по това време във Варшавското херцогство, окупирано от Руската империя, в еврейскота семейство на Шейндал и Авигдор Грин. Началното си образование получава в хедер, където обучението се провежда на иврит. Подкрепя идеята за възраждането на иврита и превръщането му в национален еврейски език. Присъединява се към ционисткото движение „Поалей Цион“ и през 1906 г. заминава за Палестина.

### Емиграция и Първа световна война
От първите дни на пребиваването си в страната, активно се занимава с обществена дейност. През същата година е избран за член на Централния комитет на партията „Поалей Цион“. На конференцията, проведена в Рамла през 1906 г., взема участие във формулирането на програмата на палестинския център на партията, в съответствие с ционистко-марксистката идеология на Б. Борохов. Още тогава е ревностен привърженик на въвеждането на иврит. През 1910 г. става член на редакцията на партийния орган „Ха-ахдут“ („Единство“), където е поканен от Ицхак Бен Цви, който по-късно става вторият президент на Израел. Първата си статия подписва Бен Гурион („Млад лъв“). През 1911 г. Бен-Гурион е избран за делегат на ционисткия конгрес и на конференцията на „Поалей Цион“ във Виена.
През 1912 г., заедно с Ицхак Бен Цви, постъпва в Юридическия факултет на Истанбулския университет. През 1914 г. се прибира у дома си, но не успява да се върне в Истанбул, поради началото на Първата световна война. През 1915 г., когато Турция влиза във войната, Бен Гурион е изгонен от Палестина (по това време – част от Османската империя) за ционистка дейност. От Египет, където намира временно убежище, заминава за САЩ. В Америка, Гурион се заема с организацията на ционистко младежко движение, известно като „Ге Халуц“. През 1917 г. се жени в Ню Йорк за Полин Мунвайс, млада еврейка от Русия, която в продължение на половин век е негова спътница (умира през 1968 г.).
Участва в сформирането на Еврейския легион (създаден като част от канадската армия, тъй като САЩ не е във война с Турция) за освобождение на Палестина и през 1918 г. пристига в Египет, в състава на 39-и батальон на британските кралски стрелци.

### В периода на британския мандат
След войната, Бен Гурион се завръща в Палестина и възобновява активната си дейност в работническото движение. През 1920 г. се превръща в един от организаторите на „Хистадрут“ („Всеобщата федерация на еврейските работници“). През 1921 г. е избран за неин генерален секретар и заема този пост в продължение на 14 години. Под неговото ръководство „Хистадрут“ се превръща в мощна работническа организация. В нейните рамки е създадена централната работническа болнична каса (Купат–холим ха–Клалит), както и редица учебни заведения. За известно време, под негово разпореждане е организирането на самоотбраната на еврейското население на страната.
През 1923 г. Бен Гурион посещава СССР по време на провеждането на международна селскостопанска изложба в Москва, в която участва и „Хистадрут“.
Със създаването през 1930 г. на Работническата партия на Израел – „Мапай“, Бен Гурион става един от основните ѝ лидери. В началото на 30-те години, точно преди 18-ия ционистки конгрес, той провежда широка предизборна кампания в органите на Световната ционистка организация. В резултат на това, на конгреса, състоял се в Прага, представителите на Работническата партия са 44% от делегатите и Бен Гурион е избран за член на изпълнителния комитет на Ционистката организация и ръководството на Еврейската агенция („Сохнут“). През 1935 г. е избран за председател на ръководството на агенцията и остава на този пост до образуването на Израел. През 1940 г. е избран за лидер на „Мапай“. През 40-те години, Бен Гурион се превръща в един от водачите в борбата за създаване на независима еврейска държава.
На 29 ноември 1947 г. ООН приема резолюция за разделянето на Палестина на еврейска и арабска държава, и Бен Гурион застава начело на Народния съвет на еврейското население в Ерец Израел и избрания съвет на Народното управление. На следващия ден ден след приемането на резолюцията, започва Войната за независимост. От самото начало на войната, Бен Гурион ръководи отбраната на еврейските поселения („Ишув“).

### След създаването на Израел
През пролетта на 1948 г., въпреки натиска на правителството на САЩ за отсрочване на създаването на еврейска държава и колебанията на редица членове на Народното управление, Бен Гурион настоява за провъзгласяване на държавната независимост веднага след изтичане на срока на британския мандат. На 14 май 1948 г. Бен Гурион прочита в Тел Авив Декларацията за създаване на Държавата Израел. Определен е за глава на Временното правителство на новата държава.
Веднага след провъзгласяването на независимостта, Бен Гурион е принуден да ръководи защитата на границите на Израел от нахлуващите армии на съюзените пет арабски държави. Именно той до голяма степен определя характера и структурата на Израелските отбранителни сили (Цахал), официално сформирани веднага след провъзгласяването на независимостта. Бен Гурион осигурява единството на Въоръжените сили на Израел, ликвидирайки през лятото на 1948 г. военните организации „Ецел“ и „Лехи“ и разпускайки щаба на „Палмах“.
В изборите за конгреса на 1-вия Кнесет, нито една от партиите не получава абсолютно мнозинство в гласовете. Партията „Мапай“ озглавявана от Бен Гурион, има 46 делегата от общо 120, и президентът Хаим Вайцман възлага на лидера ѝ сформирането на коалиционен кабинет. В това първо официално правителство на Израел, Бен Гурион заема постовете министър-председател и министър на отбраната.
Бен Гурион е най-последователният привърженик на активистката линия сред израелското политическо ръководство. В обръщение към делегатите на първата конференция на дипломатическите представители на Израел, състояла се в Тел Авив през юли 1950 г., Бен-Гурион казва:
| „                                                                                  | Външната политика и отбранителната политика служат на една и съща цел. Ако обясненията не помагат, прибягва се към сила. Силата — това е не само армията, но и възможността за създаване на политическа реалност. [...] Когато бе провъзгласена държавата, пред нея стояха три проблема: проблемът за границите, проблема за бежанците и проблема за Йерусалим. Никой от тях не е и няма да бъде решен чрез убеждаване. Тяхното решаване може само да способства за признаването на необратимостта на политическите промени. През лятото на 1948 г. ние разстроихме плана на Бернадот с помощта на кампанията на юг. Превзехме Беер Шева, въпреки мнението на ООН и Съвета за безопасност. | “ |
| Дневник на Бен Гурион, 22 юли 1950 г., Архив в Центъра за наследство на Бен Гурион | |   |